# Homohadena
Homohadena is een geslacht van vlinders van de familie Uilen (Noctuidae), uit de onderfamilie Cuculliinae.

## Soorten
- H. badistriga Grote, 1872
- H. fifia Dyar, 1904
- H. incomitata Harvey, 1875
- H. inconstans Grote, 1883
- H. induta Harvey
- H. infixa Walker, 1856
- H. polypicta Köhler, 1952
- H. rustica Barnes & McDunnough, 1911
- H. stabilis Smith, 1896